# BdB Bank
De BdB Bank (Bank der Bondsspaarbanken) was een in de jaren 1970 ontstane koepel voor de bondsspaarbanken. Tot de oprichting van deze bank waren de meeste spaarbanken min of meer onafhankelijk. Toen De Nederlandsche Bank in 1970 hogere eisen ging stellen op het vlak van professionaliteit en solvabiliteit, zochten een aantal van deze spaarbanken elkaar op, hetgeen resulteerde in de oprichting van de BdB Bank, die een groot aantal facilitaire diensten (waaronder automatisering) aanbood aan de aangesloten banken. Het was de tegenhanger van de toenmalige VSB Bank (Verenigde Spaarbank). De VSB-banken waren vooral gevestigd in het westen van Nederland en de Bondsspaarbanken vooral in het oosten van Nederland.
De BdB Bank was oorspronkelijk gevestigd aan de Singel te Amsterdam en verhuisde eind jaren 80 naar Amsterdam-Zuidoost, naar het Centrepoint gebouw aan de Hoogoorddreef. De BdB Bank is in de zomer van 1991 opgegaan in de SNS Bank, waarna alle Bondsspaarbanken deze naamswijzigingen ondergingen.
Een deel van de BdB Bank is opgegaan in SNS Bank-vestiging Amersfoort en een ander deel is opgegaan in het SNS Bank-hoofdkantoor te 's-Hertogenbosch.